# Liam Adams
Liam Adams, född 4 september 1986, är en australisk friidrottare. Han deltog vid olympiska sommarspelen 2016 och olympiska sommarspelen 2020.